# バイブル・ジョン
バイブル・ジョン（英: Bible John）とは、1968年から1969年の間にイギリス・スコットランドのグラスゴーで3人の若い女性を殺害した正体不明の連続殺人犯。 
バイブル・ジョンの犠牲者はいずれも25歳から32歳までの若いブルネットの女性であり、全員がバローランド・ボールルーム（英: Barrowland Ballroom、グラスゴーにあるダンスホール・音楽場）で犯人と出会ったとされる。犯人は不明であり、事件は未解決のままである。また、スコットランド史上最も広範囲で犯人が捜査された事件の1つである。 
この正体不明の連続殺人者が「バイブル・ジョン」という名前で知られるようになったのは、度々聖書から言葉を引用したことと、最後の犠牲者と会っている間に姦通を非難する発言をしたことに由来する。連続強姦殺人犯ピーター・トービンの行動や手口との関連性から、トービンが犯人であるという説も唱えられている。 
バイブル・ジョン事件は、殺人者と疑われる人物の似顔絵を一般に公表することが大法官府書記官に認可された、スコットランドでは初の事例である。

## 最初の殺人

### パトリシア・ドッカー
1968年2月23日、グラスゴー南部のバトルフィールドにある職場へ通勤中の男性が、貸し車庫の出入り口で25歳の看護助手パトリシア・ドッカー (英: Patricia Docker) の裸の遺体を発見した。遺体が発見された場所はラングサイドにあるパトリシアの自宅からほんの数メートルの距離だった。遺体には特に顔や頭部に広範囲の鈍的外傷が認められた。また、ベルトと思われる硬い紐で絞殺されていた。パトリシアのハンドバッグや腕時計、衣服は犯行現場には残っておらず、衣服はその後も発見されなかった。しかし、ハンドバッグは後に水中探査機によってカート川から回収され、腕時計は殺害現場付近の水溜りから回収された。 
この地域での広範囲の戸別訪問調査の結果、ある女性が前の晩に"Leave me alone!" (日: 放して！) と叫ぶ女性の声を聞いたと証言した。しかし、犯行現場では確実な証拠はほとんど見つからなかった。それでもなお、犯行現場から遺体を回収した救急隊員により、被害者が近くのレンフルーシャーのミアーンスカーク病院で働いていた看護師であると捜査官に伝えられた。それにより、翌日になって被害者の父親が遺体の身元を正式に確認した。 
パトリシアは既婚者であり子供もいたが、当時は夫と疎遠になっており、自分の両親と一緒に暮らしていた。殺害される前夜、パトリシアは両親に向けて、近所のホープ・ストリートにあるマジェスティック・ボールルームで踊りに行くつもりであると伝えていた。しかし、理由は不明だが、結局バローランド・ボールルームで夜を過ごすことを選んだ。バローランド・ボールルームでは毎週木曜日に25歳以上向けの催しが開かれており、それに参加するためだった可能性がある。パトリシアはその日の夜に帰宅しなかったが、両親は娘は友人の家で過ごしていると考えていた。 
グラスゴー大学医学部のギルバート・フォーブス (英: Gilbert Forbes) 医師が行った検死では、パトリシアの死因は絞扼であり、性的暴行の明確な証拠を示していないことが確認された。さらに、発見時の遺体の死後硬直の進行度から、パトリシアはバローランド・ボールルームを出た直後に殺害された可能性があることが示唆された。警察は、殺人犯はパトリシアに掴みかかり、顔を繰り返し殴ったり蹴ったりした可能性があるという結論を下した。パトリシアが"Leave me alone!"と2度叫んだのはそのときのようである。その際、殺人犯はパトリシアを絞殺する前に強姦しようとした。靴以外は裸にしてカーマイケルにある貸し車庫の出入り口の近くに遺体を放置した。

### ジェマイマ・マクドナルド
ジェマイマ・マクドナルド (英: Jemima McDonald) は3人の子供の母親だった。当時32歳のジェマイマはバローランド・ボールルームに定期的に通っており、1969年8月16日も夜に踊りに行くことに決めた。ジェマイマがバローランド・ボールルームに行くときは、姉妹のマーガレット・オブライエン (英: Margaret O'Brien) が3人の子供の面倒を見るのが家族の習慣だった。午前0時が近付いた頃に、ジェマイマが若い男性と一緒にいる姿を数名が目撃している。その男性は身なりがよく、上品な言葉遣いで、体格は痩せ型、年齢は25歳から35歳、身長は180cmから190cm程度だった。髪は濃い茶色であり、独特のグラスゴー訛りの話し方で、時折聖書の言葉を会話の中で引用していた。 
8月17日午前0時直後にジェマイマがこの人物とともにバローランド・ボールルームを立ち去る姿が目撃されている。最後に目撃されたのは午前0:40頃のことで、そのときは自宅の方向へメイン・ストリートまたはランドレシー・ストリートを歩いていた。翌日、マーガレットはジェマイマが帰宅しないため心配になった。同日、マーガレットは、子供がマッキース・ストリートにある共同住宅の廃墟から出てきて敷地内で見かけた死体についての話をしていたという噂を聞いた。18日の朝までに、マーガレットは心配の余り、最悪の事態を恐れつつも自ら廃墟に入り、ジェマイマの遺体を発見した。遺体はうつ伏せで寝かされており、ひどく殴打されていた。靴やストッキングが遺体の近くに落ちていた。 
検死の結果、ジェマイマは強姦され、特に顔面を激しく殴打された後、履いていたストッキングで絞殺されたという結論になった。ジェマイマが殺されたのは遺体が発見される約30時間前のことだった。パトリシア・ドッカーとは異なり、ジェマイマ・マクドナルドの遺体は下着は引き裂かれていたものの、完全に服を着ていた。 
警察が殺害された日の夜のジェマイマの行動について調査したところ、バローランド・ボールルームでジェマイマと一緒にいた男性について正確に説明できる目撃者が数名現れた。マッキース・ストリートで戸別訪問調査を行ったところ、ある女性が、正確な時間は思い出せなかったが、ジェマイマが殺害された夜に女性の絶叫を聞いたと証言した。 

## 初期調査
グラスゴー市警察はパトリシアの事件とジェマイマの事件との間に顕著な類似点がいくつかあることに着目した。どちらも殺害された日の夜にバローランド・ボールルームに行ったこと、殴打された後に紐で絞殺されたこと、ハンドバッグが犯行現場から持ち去られていたこと、殺害されたときに生理中だったことなどである。しかし、当初、二つの殺人事件は同一の加害者の犯行であると考えられていなかった。 
1968年のパトリシア・ドッカー殺害事件の捜査はすぐに凍結された。証人や確実な証拠が乏しかったために警察は情報を少ししか掴めず、また、パトリシアが殺害された日の夜にバローランド・ボールルームに行っていたことを殺害の3日後に突き止めただけで、捜査がほとんど進展しなかったのも原因である。18ヵ月後、ジェマイマ・マクドナルドの遺体が発見された後、警察はパトリシア・ドッカーの殺害との著しい類似性を認識した。警察は2件の殺人を同一の加害者の犯行に断定的に結び付けることはしなかったが、その可能性を完全に無視することはできなかった。捜査官が話を聞いた目撃者は誰も、被害者が殺害される前に一緒にいた人物を直接的には知らなかったことから、犯人はその地域の外から来た人物である可能性があったが、警察は犯人が高い土地勘のある人物であると確信していた。 

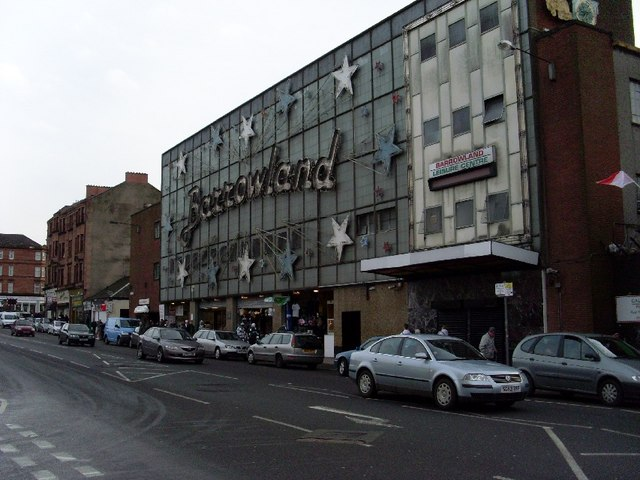
バローランド・ボールルームの写真。殺害された女性たちはこのダンスホールでバイブル・ジョンに遭遇したと考えられている。

スコットランドの殺人者の捜査において初めて被疑者の似顔絵が報道を通じて公表された。被疑者はジェマイマが最後に生きて目撃されたときに一緒にいた男性である。似顔絵は被疑者特定のため新聞やテレビを通じてスコットランド中に広められた。さらに、被疑者の特定のために男女両方の覆面警官が動員され、バローランド・ボールルームを監視した。

### ヘレン・パトック
1969年10月31日、犬を散歩させていた男性が、グラスゴーのスコッツタウンにある共同住宅の後方で29歳のヘレン・パトック (英: Helen Puttock) の遺体を発見した。ヘレンの遺体はアール・ストリートにある自身が住むアパートの裏庭にある排水管のそばで発見された。ヘレンは服を一部脱がされ、顔をひどく殴打された後、強姦され、履いていたストッキングで絞殺された。ヘレンが持っていたハンドバッグそのものは犯行現場からなくなっていたが、中身は遺体の近くにばら撒かれていた。ヘレンの足や靴に付いていた植物の染みから、犯人に対して激しく抵抗したことがうかがえる。あるときまで明らかに近くの鉄道の土堤によじ登ろうとしていた。遺体の右の上腿には深い咬合痕が見られた。また、犯人はヘレンが使っていた生理用ナプキンを遺体の左腕に挟みこんでいた。前の2人の被害者と同様に、ヘレンも殺害されたときには生理中だった。
殺害される前夜、ヘレンと姉のジーン・ラングフォード (英: Jean Langford) はバローランド・ボールルームに行っていた。2人はその場所でそれぞれある男性と知り合ったが、どちらもジョンと名乗っていた。一方の男性はキャッスルミルクに住むスレート工と自称していた。もう一方の人物は上品な言葉遣いをしていたが、自分がどこに住んでいるかを明かさなかった。姉妹は2人の男性と1時間以上一緒に過ごし、4人はバローランド・ボールルームを出て自宅へ向かった。ジーンのダンスの相手だったジョンと名乗る人物はバスに乗るためジョージ広場へ歩いていき、ジーンとヘレン、ヘレンのダンスの相手だった人物はタクシーを拾った。3人はグラスゴー十字路を出発し、ナイツウッドにあるジーンの住居へ向けて20分間西方へ進み、ジーンはそこで降車した。その後、タクシーはスコッツタウンにあるヘレンの住居へ向かっていった。タクシーの中での3人の会話から、犯人のプロファイリングに関係する重要な情報のほとんどが明らかになった。
ジーンはチャペルでの教育を受けた経験があったが、後に刑事に伝えたことによると、ヘレンのダンスの相手は禁酒主義者で、タクシーの中での会話の際に、旧約聖書のモーセの話を度々引用していたという。その人物は、バローランド・ボールルームのことを"adulterous den of iniquity"（直訳すると「不義の悪の巣窟」）と評した。その夜のダンスの終わりに4人が上着を取りに行ったときには、既婚女性がバローランド・ボールルームに来ることを非難する発言をしていた。ジーン自身はケルソー・ストリートでタクシーを降りたが、その後、タクシーはアール・ストリートへ曲がっていった。

## 被疑者
ジーンによれば、被疑者は背が高く、痩せていて、身なりの良い若い男だった。髪は赤みがかかっていたか金髪で、年齢は25歳から30歳、身長は180センチメートル弱だった。この人物は「ジョン・テンプルトン」 (英: John Templeton) 、「ジョン・センプルソン」 (英: John Sempleson) または「ジョン・エマソン」 (英: John Emerson) と名乗っており、礼儀正しく上品な言葉遣いをしていた。自身はカトリックでもプロテスタントでもないと述べていたが、自宅へ向かうタクシーでの会話で聖書から言葉を引用した。ジーンは捜査官に、3人でタクシーに乗っている間に、この人物はジーンの存在を不都合に思っていることが徐々に露骨になっていたとも述べていた。タクシーに乗っている間に、この人物はアルコールを飲まないようにしているのは両親の厳格な態度からそのように習慣付けられているためと述べ、"I don't drink at Hogmanay. I pray." (直訳すると「ホグマネイでは飲まない。お祈りする」) と言った。さらに自分の父は、ダンスホールは"dens of iniquity" (直訳すると「悪の巣窟」) であり、このような場所によく訪れる既婚女性は根から"adulterous" (日: 不義) であると考えていると述べた。
ジーン・ラングフォードによれば、ヘレン・パトックと一緒にいた男性は痩せていて背が高く、レイド・アンド・テイラーの仕立ての良い茶色のスーツを着ており、エンバシーという銘柄のタバコを吸っていたという。また、グラスゴーのヨーカー地区で酒が飲める店をいくつかよく知っていると述べ、研究所で働いていたことがあるとも発言した。独特の顔の特徴としては、前歯が重なっているなどの点を挙げた。その一方で、バローランド・ボールルームの用心棒はジーンによる説明のほとんどが間違っているとして、ヘレンと一緒にいた男性は背が低く、上品な言葉遣いをしていて、髪が黒いと主張した。
この男性を最後に目撃した可能性のある人物に、深夜バスの運転手と車掌が挙げられる。この2人の人物の証言によると、ラングフォードの証言に合致する若い男性が、10月31日の午前2時頃にダンバートン・ロードとグレイ・ストリートの交差点でバスを降りたという。その男性は身なりがひどく乱れた状態で、ジャケットに泥の染みがついており、鈍い赤色の汚れが目のちょうど下の頬のところに付着していた。その男性は度々片方の袖をジャケットの袖の中に短く捲り上げていた（男物のカフスリンクがヘレン・パトックの遺体のそばで発見されている。クライド川を渡って都市の南側へ向かう公共の渡船施設の方向へ歩いていく姿が最後に目撃された。

### 以前の事件との関係性
ヘレン・パトックの殺害には以前の2件の殺人事件と顕著な類似性が見られ、この3件の殺人事件は同一人物が犯人ではないかという疑いがいっそう高まった。被害者は全員子持ちの母親で、バローランド・ボールルームで犯人と出会った。被害者が持っていたハンドバッグはいずれも行方が分からず、全員絞殺され、少なくとも2人は殺害の前に強姦されていた。また、3人とも犯人に家まで付き添われた後、その出入り口の数メートル以内で殺害されている。全員殺害されたときは生理中だった。生理用ナプキンやタンポンは遺体の近辺に置かれていた。このことから、生理を理由に性交することを断ったために殺害されたのではないかと推測されている。

## 継続中の調査
ヘレン・パトックの遺体が発見されてから数時間のうちに、被疑者の合成画が被害者の姉の詳細な説明を元に新たに制作された。この合成画は瞬く間にスコットランドで最も有名なモンタージュ写真の一つとなった。ジョー・ビーティ (英: Joe Beattie) 警視は自分の知る人物に似ているかもしれないとして、この合成画をよく覚えておくように人々に求めた。被疑者の髪型は当時としては流行遅れな短さだったため、グラスゴーやその周辺にある450軒以上の床屋に新しい合成画が見せられた。また、グラスゴーやその周辺の全ての歯科医は、重なった切歯や右上の歯の欠損のある男性患者の記録がないか調べるように依頼された。どちらの調査も実りの無い結果に終わった。
100名以上の刑事がこの事件の捜査に割り当てられ、戸別訪問調査で5万件の証人陳述が得られた。結局、初年の捜査だけで5千人以上が被疑者として殺人事件との関係を尋問された。ジーン・ラングフォードは300回以上面通しへの参加が要求された。しかし、ジーンは面通しへの参加を要求された人々に被害者と一緒にいた人物はいないと断言し、全員事件とは無関係とされた。犯人が再び凶行に及ぶことを恐れ、16名の刑事の一団にグラスゴーの全てのダンスホールでダンスに加わるように指示された。特に、刑事たちはバローランド・ボールルームの木・金曜日の夜にある25歳以上向けのイベントにはよく訪れた。このイベントで被害者たちは犯人と出会ったと推定されているためである。
広範囲の捜査にもかかわらず、さらなる進展はなく、3件の殺害事件の調査は次第に停滞していった。事件を担当した人々の多くが、犯人は死亡したか、無関係の犯罪で投獄されたか、精神病院で幽閉されているか、上司の警官が犯人の正体を知っているが、犯人であると証明することができないでいるのではないかと考えるようになった。グラスゴーから引っ越したか、別の地区で死亡したと推測する人もいた。この可能性から、警察は似顔絵のコピーをイギリスやヨーロッパ、中東、極東にあるイギリス陸軍、海軍、空軍の基地に配布した。それでも、この調査方法でも著しい進展はなかった。

## 犯人と疑われた人物

### 「ジョン・ホワイト」
レス・ブラウン (英: Les Brown) 元警部（当時はストラスクライド警察で勤務）は現在の捜査官に1969年に逮捕された被疑者の詳細について伝えている。ブラウンはその人物が犯人である可能性が非常に高いと考えているが、単に前歯が目を引くほどに重なっていなかったという理由で犯人ではないとされた。
レス・ブラウンによれば、その人物が逮捕の直前にバローランド・ボールルームで若い女性と口論していたことが、捜査官の関心を惹いたという。その人物は容貌が似顔絵と非常に似ており、その後に、真の名前とゴーバルズにある本当の住所を明かす前に偽名と偽の住所を警察に伝えていたが、結局釈放された。ブラウンによれば、ある巡査部長は最も疑わしい被疑者だったと認識していたものの、目を惹くほど前歯が重なっていたわけではないというだけの理由は、釈放を命ずるのに十分であると判断された。
数年後、ブラウンはバローランド・ボールルームの外でその被疑者を逮捕した後に病院へ移送した刑事と話をした。被疑者は口論の後、頭部に数箇所を縫う必要のある外傷を負っていたが、手錠が外されると即座に病院を脱走した。この出来事のとき、その人物は医療職員に自身の名前を偽って「ジョン・ホワイト」 (英: John White) と伝えた。
この基本的な状況証拠に加え、その人物の全体的な行状により、レス・ブラウンとその同僚の数名は、この人物が犯人である可能性があると思うようになった。

### ジョン・アービン・マッキンズ
1996年、ストラスクライド警察はジョン・アービン・マッキンズ (英: John Irvine McInnes) の遺体をサウス・ラナークシャーのストーンハウスの墓地から掘り返した。マッキンズはスコッツ・ガーズで働いており、1980年に41歳で自殺を試み、上腕動脈を切断した。マッキンズは元は連続殺人の被疑者の1人のいとこだった。マッキンズの遺体から得られたDNA試料が、ヘレン・パトックの絞殺に使用されたストッキングに付着していた精液の試料と比較された。
実施された試験の結果は決定的なものではなく、当時の検事総長のジェームズ・マッケイはマッキンズとヘレン・パトックを殺害した犯人とを結びつける証拠は不十分であると述べた。国王はマッキンズが1996年7月のバイブル・ジョンの殺人と無関係であると公的に声明した。

### ピーター・トービン
数名の犯罪学者や捜査官は連続殺人者ピーター・トービン (英: Peter Tobin) がバイブル・ジョンの正体であると考えている。トービンは2006年にポーランド人学生を殺害した罪で2007年5月に有罪を宣告された。その学生は強姦された後、殴打され、刺殺された。1969年、トービンはバローランド・ボールルームで出会った最初の妻と結婚した後、グラスゴーのシャッテルストンからイングランドへ転居した。同年にバイブル・ジョンの殺人も終わった。その後、トービンは1969年から20年間ブライトンに住んでおり、1980年後半からスコットランドとイングランド南部に交互に住んでいた。
20代のときのピーター・トービンと1969年のバイブル・ジョンの似顔絵の間には外見上顕著な類似性が存在する。また、トービンの3人の元妻は、トービンから拘禁される、窒息させられる、殴打される、強姦されるというような仕打ちを度々受けたと報告している。トービンは月経周期に応じてひどい暴力に駆られたとも述べている（月経は捜査官が犯人の凶行の誘因として考えてきた要因である。バイブル・ジョンが1969年にジーン・ラングフォードとヘレン・パトックに用いた偽名は、トービンがよく使用していた偽名の一つである「ジョン・センプル」 (英: John Semple) と似ている。
デヴィッド・ウィルソン (英: David Wilson) 教授は3年間トービンの事件について熱心に調査を行った。ウィルソンは得られた証拠はピーター・トービンがバイブル・ジョンの正体であるという説を支持するものと考えている。ウィルソンがトービンはバイブル・ジョンの正体と考えるようになったのは、1991年に18歳の少女（トービンがマーゲイトにある自宅の庭に遺体を埋めた事件の被害者の1人）を殺害した件の裁判でのことだという。ウィルソンはこの説が正しいことを示す状況証拠として、少女が誘拐された日に少女と一緒にいた知人による裁判の証言と、ジーン・ラングフォードがヘレンが殺害された夜にバイブル・ジョンと交わしたと主張する会話の内容に類似性が見られたと語っている。

#### アナグラム作戦
警察はアナグラム作戦 (英: Operation Anagram) と名付けた調査を2006年から開始し、数十年間にわたるトービンの行動を追跡し、他の犯罪に関与した可能性を確かめようとした。その結果、1968年にある女性がトービンとバローランド・ボールルームで会った後に性的暴行を受けたことが判明した。2010年には別の女性が捜査官にバローランド・ボールルームで恐ろしい経験をしたと伝えている。女性によれば、トービンは自己紹介でピーターと名乗り、一緒にキャッスルミルク地域のパーティに行くようにうるさくせがんだという。この女性は若い頃のトービンの写真を見て、トービンがバイブル・ジョンであると断言している。

## 事件の余波
スコットランドやイギリスの他の場所での殺人事件はバイブル・ジョンの犯行と断定されていない。また、この犯人の捜査はスコットランドの刑事史上で最も広域に捜査されたものの1つとなった。3件の殺人事件は未解決のままである。多くの捜査官はこの事件の犯人は何者かに匿われている可能性が高いと確信している。
この3件の殺人が同一人物によるものかという問題については見解の一致が得られていない。連続殺人では最初の2件の殺人の間が18ヶ月も空くのは稀なことであり、後の2件の殺人は模倣犯によるものか、その2件だけが同一の犯人によるものである可能性があるという意見もある。批判の声は警察にも向けられており、3件の殺人は全て同一の犯人による凶行であるという結論に飛びついたのは時期尚早であり、それが警察の捜査に自ら悪影響を及ぼしたという意見もある。
1983年、匿名の人物がストラスクライド警察に連絡をとった。その人物は自分の友人がバイブル・ジョンであると断言した。その人物によれば、自分と友人はグラスゴーのクランヒルの生まれであり、1960年代にバローランド・ボールルームによく訪れていたという。伝えられたところによれば、5年前にイブニング・タイムズの記事を読んで、突然に友人が殺人事件の犯人であることに気付いたという。友人はオランダに住んでおり、オランダ人の妻がいるという。
2004年、警察は犯人の特定のために多数の男性に対して遺伝子診断を行う意向を表明した。関係のある人物全員に血液試料を送付することを要求した。この試みの結果、最後の犯行現場から回収されたバイブル・ジョンの精液の試料と、軽犯罪の犯行現場から回収されたDNA試料とが遺伝的に80%一致した。
2010年、これまでで唯一バイブル・ジョンと長く会話した目撃者であるジーン・ラングフォードが74歳で死亡した。ラングフォードの証言により被疑者の第2の似顔絵が制作された。この似顔絵は現在も犯人の外見についての最大の手掛かりとなっている。ウィルソン教授はピーター・トービンがバイブル・ジョンである可能性があると主張しているが、数十年前に犯人と会話したジーン・ラングフォードはこの説を退け、トービンはヘレンが殺害された夜に一緒にタクシーに乗った人物ではないと断言している。

## 「バイブル・ジョン」について扱ったメディア

### 書籍
- Harrison, Paul (2013). Dancing with the Devil: The Bible John Murders. Skipton: Vertical Editions. ISBN 978-1-904-09173-8
- Malloy, Andrew D. (2011). Bible John - Closure. Kent: Pneuma Springs Publishing. ISBN 978-1-907-72816-7
- Stoddart, Charles (1980). Bible John: Search for a Sadist. Edinburgh: Paul Harris Publishing. ISBN 978-0-904-50589-4
- Wilson, David; Harrison, Paul (2010). The Lost British Serial Killer. London: Brown Book Group Limited. ISBN 978-0-751-54232-5

### テレビ番組
- BBCはバイブル・ジョンが犯した凶行について特集した30分間のドキュメンタリーを放送している。この番組はヒュー・コクランが司会で1970年9月18日に放映された。番組の結びにエレミヤ書23章24節を引用して、犯人に警察へ自首することを訴えた[40]。
- STVはバイブル・ジョンが犯した凶行について特集した45分間のドキュメンタリーを放送している。この番組はIn Search of Bible Johnという題名で、最初に2011年に放送された。ピーター・トービンが3件の殺人の犯人である可能性を探るものだった。
- Unsolved（英語版）というテレビ番組で2005年12月のエピソードにてバイブル・ジョンの事件が特集された。アレックス・ノートン（英語版）がナレーションを担当し、主に最後の犠牲者であるヘレン・パトックに焦点を当てた。番組にはパトックの夫とのインタビューも含まれる[79]。